# Jan Musch und Tijs Tinbergen
Jan Musch (* 1951) und Tijs Tinbergen (* 21. Juni 1947 in Hulshorst)  sind zwei niederländische Filmemacher. 1985 gründeten sie in Bussum, Nordholland, die gemeinsame Filmproduktionsfirma Musch & Tinbergen, die auf Dokumentarfilme spezialisiert ist.

## Geschichte
Tinbergen ist der älteste Sohn von Luuk Tinbergen und dessen Frau Tilde Pauline Johanna Tinbergen-Frensdorf (1922–2014) sowie der Neffe der Nobelpreisträger Jan Tinbergen und Nikolaas Tinbergen. 1955 verlor er seinen Vater durch Suizid. Seit 1967 ist er mit der Biologin Tineke Tinbergen verheiratet. Das Paar hat zwei Töchter und einen Sohn.
1975 schlossen Jan Musch und Tijs Tinbergen ihr Studium an der Nederlandse Film en Televisie Academie mit Auszeichnung ab. Gemeinsam produzierten sie eine Folge der Miniserie Pim (1981) sowie die Spielfilme De Smaak van Water (Der Besucher, 1982), der für den Goldenen Löwen bei den  39. Internationalen Filmfestspielen von Venedig nominiert war, und Pervola - Spuren im Schnee (Pervola, Sporen in de Sneeuw, 1985), bei denen ihr Kommilitone Orlow Seunke Regie führte. Im November 1985 gründeten sie ihre eigene Filmproduktionsfirma, wo sie eine Reihe von Dokumentarfilmen für die Rundfunkanstalten KRO, VPRO und TROS realisierten. Diese Filme entstanden in Zusammenarbeit mit der Vereniging Natuurmonumenten, dem WWF sowie mit der Vogelbescherming Nederland und handeln von den  Auseinandersetzungen zwischen Menschen und ihrer Umwelt.
Tinbergens und Muschs erster Dokumentarfilm SpreeuwenWerk aus dem Jahr 1983 begleitet ein Forscherteam der Reichsuniversität Groningen unter der Leitung des Biologen und Ökologen Joost M. Tinbergen, Tinbergens jüngeren Bruder, auf die Wattenmeerinsel Schiermonnikoog, bei ihrer Feldarbeit über das Nahrungsverhalten der Stare. Der Film ist eine Co-Produktion des Senders VPRO mit der BBC, TF1 sowie dem Norddeutschen Rundfunk und wurde von TF1 mit dem Grand Prix ausgezeichnet.
1989 entstand der Film Ganzenproblemen? über Gänse, der 1990 beim Wildscreen Festival in Bristol einen Spezialpreis für die unterhaltsamste Tierdokumentation erhielt. 2009 wurde der Film Rotvos über den Rotfuchs mit dem Goldenen Kalb für den besten langen Dokumentarfilm und 2014 wurde MEESTV, hoe de koolmees mij gelukkig maakt mit dem Golden Kalb als bester kurzer Dokumentarfilm beim Nederlands Film Festival ausgezeichnet.
Neben den Dokumentationen produzierten Tinbergen und Musch Kurzfilme für die Reihe De Wereldboot des Informationsdienstes für Entwicklungszusammenarbeit des Ministerie van Buitenlandse Zaken, für den Verein gegen Kindesmissbrauch, die niederländische Bahn, den Verbraucherverband, die Stiftung für Verbraucher und Sicherheit und eine Reihe von Ministerien. Musch war dabei für die Kameraarbeit und den Schnitt zuständig, Tinbergen für das Drehbuch und die Regie. Gemeinsam waren sie auch Produzenten. 1992 widmete das Niederländische Filmfestival in Utrecht dem Werk von Musch und Tinbergen eine Retrospektive.

## Filmografie (Auswahl)
- 1974: Alicia (Regie: Wim Verstappen, Produktionsassistent: Jan Musch)
- 1974: Dakota (Regie: Wim Verstappen, Produktionsassistent: Jan Musch)
- 1974: Twisk (Regie: Orlow Seunke, Ton: Jan Musch, Schnitt: Tijs Tinbergen)
- 1975: Mijn nachten met Susan, Olga, Albert, Julie, Piet & Sandra (Regie: Pim de la Parra, Produktionsassistent: Jan Musch)
- 1978: Dubbelleven (Fernsehserie, Episode: Prettig weekend, meneer Meijer) (Regie: Orlow Seunke, Produktion: Tijs Tinbergen, Jan Musch)
- 1981: Pim (Fernsehserie, Episode: Pim en de film) (Regie: Orlow Seunke, Produktion: Tijs Tinbergen, Jan Musch)
- 1982: Der Besucher (De Smaak van Water, Regie: Orlow Seunke, Produktion: Tijs Tinbergen, Jan Musch)
- 1983: SpreeuwenWerk (Starlings at Work) (Regie: Tijs Tinbergen, Jan Musch, Produktion: TWISK Produktie)
- 1985: Pervola – Spuren im Schnee (Pervola, sporen in de sneeuw, Regie: Orlow Seunke, Produktion: Tijs Tinbergen, Jan Musch)
- 1986: Atag
- 1987: Brod op de plank
- 1988: Ido
- 1988: Veilig op leeftijd
- 1989: Punki en Ganshyam, een tweeling in India
- 1989: Ganzenproblemen?
- 1989: Johan
- 1989: Lollie
- 1990: Bakker Bos
- 1991: Rode Oogjes
- 1991: Sylvia & Diederik
- 1992: Marianne
- 1994: Gebiologeerd
- 1995: Nieuwe Natuur
- 1996: Onze Rotgans in Siberië
- 1997: Benjamins droom (De Wereldboot Nr. 11)
- 1997: De Carrièreplanning van de Scholekster
- 1998: Kofi en Cakao (De Wereldboot Nr. 13)
- 1999: De verborgen schatten van Qala Qala (Regie: Marian Musch, De Wereldboot Nr. 14)
- 2000: Tiengemeten, van landbouw naar natuur
- 2001: Tijgerberg gaat nooit verloren (Regie: Gerrit van Elst, De Wereldboot Nr. 17)
- 2001: Mul
- 2002: Koos van Zomeren: lopende zinnen
- 2003: Water, het blauwe goud
- 2005: Ik en mijn ouders, mijn ouders en ik (Regie: Gerrit van Elst, Kamera und Schnitt: Jan Musch)
- 2007: Zoeken naar Céline
- 2008: Theater Patouffe
- 2009: Zoete Krullen
- 2009: Rotvos (Bloody Fox)
- 2011: Op de bres voor Amstelland
- 2011: Een ogenblik geduld alstublieft (One Moment Please)
- 2011: Brand! (Fire)
- 2012: Boeren Burgers Buitenlui
- 2013: Trampoline
- 2019: Veearts Maaike